# European Secure Software-defined Radio

Nation cadre
Participants - Erreur sur la carte, les Pays-Bas ne sont pas participants en 2021, le Portugal à rejoint le programme -
Observateurs
Autres états de la CSP

European Secure Software-defined Radio (ESSOR) est un projet de coopération structurée permanente (CSP) de l'Union européenne pour le développement de technologies communes européennes pour la conception d’une architecture de radio logicielle utilisant une forme d’onde à haut débit (HDR WF) pour des usages militaires sécurisés, afin de garantir l'interopérabilité et la sécurité des communications voix et données entre les forces de l'Union européenne dans le cadre d'opérations conjointes sur diverses plates-formes. Elle doit être également interopérable avec le standard américain SCA (Software Communication Architecture).
Lancé le 1er janvier 2009 sous l'égide de l'Agence européenne de défense, ce projet est géré par l'Organisation conjointe de coopération en matière d'armement .

## Organisation industrielle
Le consortium a4ESSOR chargé de la gestion industrielle a son siège social a Gennevilliers. Il se compose en 2021 de :
- Thales (France),
- Leonardo (Italie),
- Indra Sistemas (Espagne),
- Radmor (Pologne),
- Bittium (Finlande)
- Rohde & Schwarz (Allemagne), arrivé en février 2020.

Le 8 novembre 2021, deux sociétés de pays alors non-membres sont incluses. Ces pays sont depuis intégrés dans le programme :
- Telespazio Belgium (Belgique),
- Edisoft (Portugal).

Il lui a été octroyé en novembre 2017 le contrat ESSOR OC1 d'un montant de 100 millions d'euro pour 63 mois, et en novembre
2020 jusqu’à 37 M€ de budget au titre du Programme de développement industriel dans le domaine de la défense (EDIDP) pour une période de quatre ans.
Le 23 mai 2021, l’acceptation officielle de la forme d’onde à haut débit (HDR Base WF), développée dans le cadre du contrat ESSOR OC1, a été obtenue.